# Bibliographie sur l'antimaçonnisme
Pour un article plus général, voir Bibliographie sur la franc-maçonnerie.

## Ouvrages étudiant l'antimaçonnisme
Ouvrages classés par année de publication.
- Dominique Rossignol, Vichy et les francs-maçons : la liquidation des sociétés secrètes, 1940-1944, Paris, Jean-Claude Lattès, coll. « J.C. Lattès-histoire », 1981, 332 p. (présentation en ligne), [présentation en ligne].

- Jacques Lemaire, Les origines françaises de l'antimaçonnisme (1744-1797) : Études sur le XVIIIe siècle, vol. Hors série n°2, Bruxelles, Éditions de l'Université de Bruxelles, 1985, 120 p. (ISBN 2-8004-0879-0).
- Emile Poulat (dir.), Maçonnerie et antimaçonnisme : De l'énigme à la dénonciation, vol. 4, L'Âge d'Homme, coll. « Politica Hermetica », 1990, 172 p. (ISBN 978-2-8251-0146-9, présentation en ligne).
- Éric Saunier (dir.), Encyclopédie de la franc-maçonnerie, Paris, Le Livre de poche, coll. « La Pochothèque », 1992, 982 p. (ISBN 978-2-253-13032-1), p.33-38.
- Alain Dierkens, Les courants antimaçonniques hier et aujourd'hui, Éditions de l'Université de Bruxelles, coll. « Problèmes d'histoire des religions », 1993, 173 p. (ISBN 978-2-8004-1075-3, lire en ligne).
- Jean-Pierre Laurant & Émile Poulat, L’anti-maçonnisme catholique. Les francs-maçons, par Mgr de Ségur, Paris, Berg International, 1994, 203 p. ([présentation en ligne])
- Jacques Lemaire, L'antimaçonnisme. Aspects généraux (1738-1998), Paris, Éditions maçonniques de France (EDIMAF), coll. « Encyclopédie maçonnique », 1998, 127 p. (ISBN 978-2-903846-42-8).
- Jérôme Rousse-Lacordaire, Antimaçonnisme, Pardès, coll. « B.A.-BA », 1998, 127 p. (ISBN 978-2-86714-168-3).
- Michel Jarrige (préf. Émile Poulat, avant-propos André Combes, postface Jacqueline Lalouette), L'antimaçonnerie en France à la Belle époque : Personnalités, mentalités, structures et modes d’action des organisations antimaçonniques, vol. 4, Paris, Archè, coll. « Lumina », 2006, 171 p. (ISBN 978-2-8251-0146-9, présentation en ligne), p. 811
- Daniel Ligou (dir.), Dictionnaire de la franc-maçonnerie, Presses universitaires de France - PUF, coll. « Quadrige », 2012, 1357 p. (ISBN 978-2-13-055094-5).
- Jiri Pragman, L'antimaçonnisme actuel : Préface d'Eric Giacometti, Télélivre, 2014, 207 p. (ISBN 978-2-930331-10-2).
- Patrick Lepetit, Voyage au bout de l’abject - Louis-Ferdinand Céline, antisémite et antimaçon, Atelier de création libertaire, 2017,  (ISBN 978-2-35104-103-1), présentation éditeur.
- Jean-Philippe Schreiber (dir.), Les formes contemporaines de l'antimaçonnisme, Editions de l'Université de Bruxelles, coll. « Problèmes d'histoire des religions », 2019, 226 p. (ISBN 978-2-8004-1685-4).

## Ouvrages antimaçonniques
Ouvrages classés par auteur.

### Essais et pamphlets antimaçonniques
- (en) John Quincy Adams, Letters on the masonic institution.
- Bernard Antony, Une secte au cœur de la République. Connaissance élémentaire de la Franc-Maçonnerie, Centre Charlier, année inconnue
- Bernard Antony, Vérités sur la franc-maçonnerie : de la subversion des loges à la république des initiés : une étude historique et thématique, Godefroy de Bouillon, 2007, 391 p. (ISBN 978-2-84191-228-5, lire en ligne)
- André Baron, La Franc-Maçonnerie et la Terreur, 1904.
- Abbé Augustin Barruel, Mémoires pour servir à l'histoire du Jacobinisme, 1798.
- (es) Ricardo de la Cierva, La Masonería Invisible, editorial Felix.
- (es) Augustin Barruel, Memoria para servir a la historia del Jacobinismo, 1797.
- Henry Coston (sous le pseudonyme de Georges Virebeau), Les mystères de la Franc-Maçonnerie, Publications Henry Coston, 1958, 256 p.Réimprimé en 1994 par les Publications Henry Coston sous le titre Les Mystères des Francs-Maçons.
- Henry Coston, La République du Grand Orient: Un État dans l'État, la Franc-maçonnerie, Henry Coston, 1995 (1re éd. 1964), 308 p. (ISBN 978-2-307-48586-5, lire en ligne)
- Christian Cotten, Mafia ou démocratie, publié par Louise Courteau, éditrice.
- Mgr Henri Delassus, La Conjuration antichrétienne. Le temple maçonnique voulant s'élever sur les ruines de l'église catholique, 1910.
- Nicolas Deschamps, Les sociétés secrètes et la Société, 3 vol., 1880
  - Nicolas Deschamps, Les sociétés secrètes et la société : introduction sur l'action des sociétés secrètes au XIXe siècle, vol. I, Seguin, 1880 (1re éd. 1880), 1388 p. (lire en ligne)
  - Nicolas Deschamps, Les sociétés secrètes et la société: introduction sur l'action des sociétés secrètes au XIXe siècle, vol. II, Seguin, 1880, 1388 p. (lire en ligne)
  - Nicolas Deschamps, Les sociétés secrètes et la société: introduction sur l'action des sociétés secrètes au XIXe siècle, vol. III, Seguin, 1880, 1388 p. (lire en ligne)
- (es) Monseigneur George Dillon, La guerra del anticristo con la Iglesia y la civilización cristiana (1885), publié en Argentine sous le nom de El Gran Oriente de la Masonería sin máscara.
- Amand-Joseph Fava, La Franc-Maçonnerie, Paris 1880.
- Amand-Joseph Fava, Le Secret de la Franc-Maçonnerie, Lille 1883.
- (es) Manuel Guerra Gómez, La trama masónica, Styria de Ediciones y Publicaciones, 2006, 444 p. (ISBN 978-84-96626-21-8, présentation en ligne)
- Claudio Jannet, La Franc-Maçonnerie au XIXe siècle. Étude d'Histoire contemporaine., Avignon, Seguin Frères, (1880).
- La Revue internationale des sociétés secrètes, dirigée par Ernest Jouin entre 1912 et 1939, 65 vol.
- (en) Stephen Knight, The Brotherhood : The Secret World of the Freemasons, Unknown Publisher, 1984 (1re éd. 1984), 326 p. (ISBN 978-0-246-12164-6, lire en ligne)
- (en) Stephen Knight, Jack the Ripper: The Final Solution
  - Stephen Knight, Jack l'Éventreur: la solution finale, Omnia Veritas Limited, 29 juin 2017, 382 p. (ISBN 978-1-911417-07-1, présentation en ligne)
- S.J., Mgr, Léon Meurin, La Franc-maçonnerie, synagogue de Satan, Paris, V. Retaux et fils, 1893.
- A. G. Michel, La dictature de la Franc-Maçonnerie sur la France : documents, Editions Spes, 1924 (présentation en ligne)
- A.G. Michel, Socialisme maçonnique, Trident.
- A. G. Michel, La France sous l'étreinte maçonnique, Federation Nationale Catholique, 1931, 382 p. (présentation en ligne)
- Domenico Margiotta, Souvenirs d'un trente-troisième : Adriano Lemmi, chef suprême des francs-maçons, préface du docteur Bataille (pseudonyme collectif de Léo Taxil y del Doctor Charles Hacks) asi que una carta de Monseñor Amand-Joseph Fava, Delhomme et Briguet, 1894.
- Domenico Margiotta, Le Palladisme : culte de Satan-Lucifer dans les triangles maçonniques, H. Falque, Grenoble, 1895.
- Domenico Margiotta, Le Culte de la nature dans la franc-maçonnerie universelle, Grenoble, H. Falque, [1896].
- Domenico Margiotta, Francesco Crispi, son œuvre néfaste, Grenoble, H. Falque, 1896.
- (en) John Robison, Proofs of a Conspiracy against all the Religions and Governments of Europe, carried on in the Secret Meetings of Free-Masons, Illuminati and Reading Societies, etc., C P a Book Pub, 2002  (ISBN 0-944379-69-9) ; Kessinger Publishing, 2003  (ISBN 0-7661-8124-3)
- Paul Rosen, L'ennemie sociale : histoire documentée des faits et gestes de la franc-maçonnerie de 1717 à 1890 en France, en Belgique et en Italie, Société belge de librairie, 1890, 428 p. (lire en ligne)
- Michel Rosset, La Franc-maçonnerie et les moyens pour arrêter ses ravages, Librairie Victor Lecoffre, 1882.
- Monseigneur Louis Gaston Adrien de Segur, Les Francs-Macons : Ce qu'ils sont, ce qu'ils font, ce qu'ils veulent., Tolra, 1867, 104 p. (lire en ligne)
- Dominique Setzepfandt (préf. Emmanuel Ratier), François Mitterrand, grand architecte de l'univers : la symbolique maçonnique des grands travaux de François Mitterrand, Faits et Documents, 1995, 191 p. (ISBN 978-2-909769-02-8, lire en ligne)
- Dominique Setzepfandt, Paris mac̜onnique : à la découverte des axes symboliques de Paris, Faits et Documents, 1996, 285 p. (ISBN 978-2-909769-04-2, lire en ligne)
- Dominique Setzepfandt, La Cathedrale D'Evry. Eglise Ou Temple Maconnique ?, Faits et Documents, 1996, 43 p. (ISBN 978-2-909769-05-9, lire en ligne)
- Dominique Setzepfandt, Guide du Paris ésotérique, Faits et Documents, 1998, 174 p. (ISBN 978-2-909769-09-7, lire en ligne)
- Léo Taxil, La Franc-Maçonnerie dévoilée et expliquée, Letouzey et Ané, 1886, 318 p. (lire en ligne)
- Léo Taxil, Les mystères de la franc-maçonnerie, Letouzey et Ané, 1885, 803 p. (lire en ligne)
- Léo Taxil, Le Vatican et les francs-maçons, Letouzey et Ané, 1886, 120 p. (lire en ligne)
- Léo Taxil, Confessions d'un ex-libre-penseur, Letouzey, 1887, 416 p. (lire en ligne)
- Léo Taxil, Histoire anecdotique de la Troisième République (1887)
- Léo Taxil, La France maçonnique (1888)
- Léo Taxil, La Ménagerie républicaine (1889)
- Léo Taxil, la Corruption fin de siècle (1891)
- Léo Taxil, Le diable au XIXe siècle : ou, Les mystères du spiritisme, la Franc-Maçonnerie luciférienne ..., Delhomme et Briguet, 1894, 960 p. (lire en ligne)
- William Vogt, L'affaire Dreyfus à Genève, Typ. Reunies, 1898, 31 p. (présentation en ligne)
- William Vogt, Le péril maçonnique en Suisse, Charles Zœllner, 1901, 365 p. (présentation en ligne)
- William Vogt, Catalogue des francs-maçons suisses 1910-1911 / Deuxième partie, comprenant toutes les loges sauf celles de Genève, éditée par William Vogt, Genève : [s.n., 1912], 219 p.

### Romans et nouvelles antimaçonniques
- Franz Bardon, Frabato le magicien : Roman esoterique, Verlag D. Rüggeberg, 1987 (ISBN 978-3-921338-09-4, présentation en ligne)
- Clotilde Bersone, L'élue du dragon: roman, Les Étincelles, 1929, 316 p. (présentation en ligne)
  - Nouvelles Éditions latines, 2005, lire en ligne [PDF]